# Donacoscaptes rutubella
Donacoscaptes rutubella là một loài bướm đêm trong họ Crambidae.